# Карелкино (Орловская область)
Карелкино — деревня в Урицком районе Орловской области, России.
Входит в состав Городищенского сельского поселения.

## География
Граничит и расположена восточнее посёлка Лебедёк на правом берегу реки Цон.
Из посёлка Лебедёк в Карелкино заходит просёлочная дорога, образующая улицу Луговую.

## Население
| 2010 |
| ---- |
| 28   |